# Лексингтон (тауншип, Миннесота)
Лексингтон (англ. Lexington) — тауншип в округе Ле-Сур, Миннесота, США. На 2000 год его население составило 763 человека.

## География
По данным Бюро переписи населения США площадь тауншипа составляет 90,1 км², из которых 88,3 км² занимает суша, а 1,8 км² — вода (1,96 %).

## Демография
По данным переписи населения 2000 года здесь находились 763 человека, 286 домохозяйств и 209 семей.  Плотность населения —  8,6 чел./км².  На территории тауншипа расположено 297 построек со средней плотностью 3,4 построек на один квадратный километр. Расовый состав населения: 99,21 % белых, 0,26 % азиатов и 0,52 % приходится на две или более других рас. Испанцы или латиноамериканцы любой расы составляли 0,52 % от популяции тауншипа.
Из 286 домохозяйств в 32,5 % воспитывались дети до 18 лет, в 68,2 % проживали супружеские пары, в 3,1 % проживали незамужние женщины и в 26,6 % домохозяйств проживали несемейные люди. 21,3 % домохозяйств состояли из одного человека, при том 9,4 % из — одиноких пожилых людей старше 65 лет. Средний размер домохозяйства — 2,67, а семьи — 3,15 человека.
25,3 % населения младше 18 лет, 8,5 % в возрасте от 18 до 24 лет, 27,0 % от 25 до 44, 25,2 % от 45 до 64 и 14,0 % старше 65 лет. Средний возраст — 40 лет. На каждые 100 женщин приходилось 119,3 мужчин.  На каждые 100 женщин старше 18 приходилось 117,6 мужчин.
Средний годовой доход домохозяйства составлял 47 125 долларов, а средний годовой доход семьи —  56 042 доллара. Средний доход мужчин —  32 708  долларов, в то время как у женщин — 25 833. Доход на душу населения составил 18 968 долларов. За чертой бедности находились 5,6 % семей и 8,6 % всего населения тауншипа, из которых 11,5 % младше 18 и 11,2 % старше 65 лет.